# Complexo Hospitalar Padre Bento
O Sanatório Padre Bento, inaugurado no dia 5 de junho de 1931, chamava-se Complexo Hospitalar São Paulo, foi uma casa de saúde para doentes mentais, fundada por Antônio José Trindade. No mesmo ano foi adquirido pelo Governo do Estado de São Paulo e se transformou em Sanatório Padre Bento, instituição para confinamento de portadores de hanseníase (conhecida como lepra na época) onde os doentes eram internados de forma compulsória.
Fica situado entre os bairros de Jardim Tranquilidade e Gopoúva. Hoje o local é ocupado pelo Complexo Hospitalar Padre Bento e pelo Teatro Padre Bento.
A construção foi tombada pela Prefeitura Municipal de Guarulhos em 2000.

## Histórico
O isolamento começou em 1923 quando a lepra era uma doença endêmica, contagiosa, deixava mutilações e não havia cura conhecida. Havia muito medo do contágio inclusive entre os médicos e os pacientes sofriam preconceito. A lepra se constituía no símbolo de doença ultrajante e marginalizante, em especial por atacar a integridade externa do corpo.
Na década de 1930, o governo de São Paulo construiu quatro asilos e o Sanatório Padre Bento. O conjunto era composto de casas, hortas, campo de futebol, quadra de basquete, cine-teatro, paróquia em área de 90.000m2. A denominação é homenagem ao religioso Bento Dias Pacheco que dedicou parte da sua vida ao tratamento dos hansenianos.
O teatro foi construído em 1936, projetado pelo engenheiro Francisco Palma Travassos, em arquitetura art decó, e os internos trabalharam em sua construção. Era utilizado exclusivamente pelos doentes em atividades de festa, cultura e lazer. Na década de 1960 foi abolida a internação compulsória. Hoje o conjunto encontra-se tombado pelo Conselho Municipal de Patrimônio Histórico.